# John LaFalce
John Joseph LaFalce (né le 6 octobre 1939 et mort le 11 avril 2025 à Lockport) est un homme politique démocrate américain. Il est membre de la Chambre des représentants des États-Unis pour l'État de New York de 1975 à 2003. Le Républicain Amo Houghton (en) lui succède.
John LaFalce est élu pour la première fois au 94e Congrès des États-Unis en 1974 et réélu à chaque Congrès suivant jusqu'au 107e dans le district congressionnel de l'ouest de l'État de New York pendant 28 ans, de 1975 à 2003. Il est à la Chambre, président du Comité des petites entreprises de 1987 à 1995, et membre du Comité des services financiers de 1999 à 2003. Il refuse de briguer une réélection pour le 108e Congrès.

## Jeunesse et études
LaFalce est né à Buffalo, New York, le 6 octobre 1939. Il est diplômé de l'école secondaire Canisius avant d'obtenir un baccalauréat du Collège Canisius et un diplôme en droit de la faculté de droit de l'université de Villanova.

### Service militaire
De 1965 à 1967, LaFalce servit dans l'armée des États-Unis durant la guerre du Viêtnam, quittant le service actif avec le grade de capitaine. Après son service militaire, il pratiqua le droit dans l'ouest de l'État de New-York au sein du cabinet d'avocats Jaeckle, Fleischmann & Mugel, et est rapidement devenu actif dans la sphère publique.

## Carrière politique

### Au sein de l'État de New York
John LaFalce est membre du Sénat de l'État de New York (53e D.) en 1971 et 1972 et membre de l'Assemblée de l'État de New York (140e D.) en 1973 et 1974.

### Congrès des États-Unis
En 1974, à l'âge de 35 ans, LaFalce est devenu le deuxième Démocrate, et le premier depuis 1912, à remporter les élections dans ce qui était alors le 36e district congressionnel de l'État de New York, qui était centré à Niagara Falls et comprenait également une grande partie du nord de Buffalo et de la banlieue ouest de Rochester. LaFalce fut élu parmi ce qui furent appelés les « Watergate babies », la grande classe de jeunes démocrates élue dans le sillage du scandale du Watergate. Il fut réélu 13 fois, faisant rarement face à une forte opposition.
Au cours de sa carrière à la Chambre des représentants des États-Unis, il a siégé à la fois à la Commission des petites entreprises (United States House Committee on Small Business (en)) et à la Commission des affaires financières et urbaines (maintenant la Commission des services financiers). En janvier 1987, il fut élu par le caucus démocrate, président du Comité des petites entreprises, devenant ainsi le premier membre de sa classe à présider un comité permanent de la Chambre. À la suite du changement de contrôle du Congrès en 1994, il servit comme simple membre démocrate au sein de ce comité. En février 1998, il fut élu comme membre du Comité des services financiers et occupa ce poste jusqu'en 2003.
LaFalce a eu de nombreuses réalisations en tant que législateur. Par exemple, il est à l'origine du Conseil de la politique de compétitivité (Competitiveness Policy Council (en)).
Il élabora une législation qui est devenue la Financial Services Modernization Act de 1999 pour laquelle lui et trois autres collègues remportèrent l'American Financial Leadership Award de la Financial Services Roundtable.
LaFalce était généralement un démocrate libéral, mais fortement opposé à l'avortement. Il siège actuellement au Conseil consultatif national des Démocrates pour la vie d'Amérique. Il faisait également partie d'une poignée de membres démocrates qui ont voté contre les cinq projets de loi sur les sanctions contre l'Iran adoptés entre 1997 et 2001.
Après le recensement fédéral de 2000, New York a perdu deux districts congressionnels. Un plan prévoyait la fusion du territoire de LaFalce avec le 27e district voisin du républicain Jack Quinn, un ami de longue date qui représentait l'autre partie de Buffalo. Le découpage final fusionna son district avec le 28e district de Rochester de sa collègue démocrate Louise Slaughter. Le nouveau district a conservé le numéro de district de Slaughter, mais géographiquement était plus le district de LaFalce ; en effet, seule une étroite bande de territoire de Buffalo à Rochester reliait les deux régions. Néanmoins, LaFalce ne pas chercha pas à être réélu en 2002.

### Carrière post politique
LaFalce a siégé au conseil d'administration de State Bancorp, Inc., alors société mère de la State Bank of Long Island de 2007 à 2012.
LaFalce a été membre du conseil d'administration du département bancaire de l'État de New York en 2008-2011.
Il a été président et directeur de l'Agence de développement industriel du comté d'Erie du 1er avril 2012 à mai 2013.

## Vie privée
John LaFalce est marié à Patricia Fisher et ils ont un fils, Martin, qui est diplômé du Georgetown University Law Center et travaille comme avocat d'intérêt public à New York.

## Honneurs
LaFalce a reçu des doctorats honorifiques en droit de la faculté de droit de l'Université Villanova (1991), de l'Université St. John's (1989) et de l'Université Niagara (1979), ainsi qu'un doctorat honorifique en lettres humaines du Collège Canisius (1990).